# 黄友若
黄友若（1920年2月4日—2017年4月13日），原名黄佑弱，湖北省枣阳县人，中华人民共和国水利部副部长、水利专家。

## 生平
1937年12月，参加革命工作。1938年6月，加入中国共产党。1940年8月，受冀鲁豫军区派遣，进入卫河以西进行敌后工作。1943年3月，到八路军总司令部情报处工作，任宣传部教员、冀鲁豫军区司令部情报处副处长。曾参加过百团大战、淮海战役和西南战役等。
1949年，担任南下支队及赣东北军区景德镇分区正、副参谋长，后进入贵州，担任贵州军管会公路管理处副处长、公路管理局局长、贵州省交通厅副厅长。1958年，调任贵州省水电厅厅长。1964年，调水利部。文化大革命中受迫害被下放劳动。
1975年，担任长办党组第二书记，协助林一山工作，并率领考察长江干支流及太湖流域、青弋江、水阳江、滁河等省际边界纠纷河道。1979年，起先后任水利电力部、水利部办公厅主任。1981年6月，任中华人民共和国水利部副部长、党组成员，兼任长江流域规划办公室临时党委第一书记、第一副主任。1982年8月，起先后任长江流域规划办公室党委书记、主任；任内编制《要点报告修订补充任务书》，成为此后长江流域综合开发利用、保护水资源和防治水害活动的基本依据。1986年7月，任国务院三峡地区经济开发办公室副主任。1990年，先后任水利部、能源部三峡工程论证领导小组办公室主任，国务院三峡地区经济开发办公室副主任、党组成员。1994年，离休。
2017年4月13日，因病医治无效在北京逝世，享耆壽97岁。